# إلين هامرستاين
إلين هامرستاين (بالإنجليزية: Elaine Hammerstein) هي ممثلة أمريكية، ولدت في 16 يونيو 1897 في فيلادلفيا في الولايات المتحدة، وتوفيت في 13 أغسطس 1948 في تيخوانا في المكسيك بسبب حادث مرور.

## وصلات خارجية
- إلين هامرستاين على موقع IMDb (الإنجليزية)
- إلين هامرستاين على موقع أول موفي (الإنجليزية)
- إلين هامرستاين على موقع قاعدة بيانات برودواي على الإنترنت (الإنجليزية)
- إلين هامرستاين على موقع قاعدة بيانات الأفلام السويدية (السويدية)
- إلين هامرستاين على موقع قاعدة بيانات الفيلم (الإنجليزية)